# Ернест Резерфорд
Ерне́ст Ре́зерфорд (англ. Ernest Rutherford; 30 серпня 1871, Брайтвотер, Нова Зеландія, Британська імперія — 19 жовтня 1937, Кембридж, Англія, Британська імперія) — британський фізик, лауреат Нобелівської премії з хімії (1908).
Резерфорд відомий, передусім, експериментами з розсіювання альфа-частинок (Резерфордівське розсіяння), завдяки якому він встановив структуру атома, як системи, яка складається із малого за розмірами позитивно зарядженого ядра й електронів.

## Біографія

### Молоді роки та навчання

Герб Ернеста Резерфорда

Народився у Новій Зеландії у невеликому селищі Спрінг-Грув (англ. Spring Grove), розташованому на півночі Південного острова поблизу міста Нельсона, в сім'ї колісника та сільської вчительки. Батько — Джеймс Резерфорд, іммігрував з міста Перт (Шотландія), а мати — Марта Томпсон, родом з Горнчерча, (графство Ессекс, Англія). Ернест був четвертою дитиною у сім'ї з дванадцяти дітей. Мав на диво хорошу пам'ять і богатирське здоров'я та силу. Під керівництвом батька хлопчик отримав хорошу підготовку для роботи в майстерні, що згодом допомогло йому при конструюванні та створенні наукової апаратури.
З відзнакою закінчив початкову школу у Гавелоці, де у той час мешкала сім'я, отримав 580 балів з 600 можливих і премію у 50 фунтів стерлінгів для продовження навчання в коледжі провінції Нельсон, куди вступив у 1887 році. Чергова стипендія дозволила йому продовжити навчання в Кентербері-коледжі у Крайстчерчі (тепер Новозеландський університет). На ті часи це був маленький університет, де навчалось 150 студентів і викладали всього 7 професорів. Резерфорд захопився наукою і з першого дня почав дослідницьку роботу.
У коледжі на Резерфорда значний вплив справили його вчителі: викладач фізики й хімії Е. У. Бікертон й математик Дж. Х. Х. Кук. Після того як у 1892 році Резерфорду було присуджено ступінь бакалавра гуманітарних наук, він залишився в Кентербері-коледжі і продовжив свої заняття завдяки отриманій стипендії з математики. На наступний рік він став магістром гуманітарних наук, краще всіх склавши іспити з математики та фізики. Його магістерська робота «Магнетизація заліза при високочастотних розрядах» стосувалася виявлення високочастотних радіохвиль, існування яких було доведено біля десяти років тому. Для того щоб вивчити це явище, він сконструював бездротовий радіоприймач (як це зробив Г. Марконі за кілька років до того).
У 1894 році в «Новинах філософського інституту Нової Зеландії» з'явилася його перша друкована праця «Намагнічування заліза високочастотними розрядами», яка стосувалась питань виявлення високочастотних електромагнітних полів, існування яких було доведене у 1888 році німецьким фізиком Г. Герцом. Резерфорд винайшов та сконструював прилад — магнітний детектор, один з перших приймачів електромагнітних хвиль. Після закінчення університету у 1894 році Резерфорд протягом року вчителював у середній школі.
Найобдарованішим молодим підданим британської корони, які проживали в колоніях, один раз у два роки надавалась особлива стипендія імені Всесвітньої виставки 1851 року — 150 фунтів стерлінгів на рік, яка давала можливість подальшого просування у науці в Англії. 1895 року ця стипендія виявилась вакантною, перший кандидат на неї відмовився за сімейними обставинами, другим кандидатом був Резерфорд.
Восени того ж року за позичені гроші на квиток на пароплав до Великої Британії Резерфорд прибув в Англію в Кавендіську лабораторію Кембриджського університеті і став першим докторантом її директора Джозефа Джона Томсона. 1895 рік був першим роком, коли (за ініціативою Дж. Дж. Томсона) студенти, які закінчили інші університети, могли продовжувати наукову роботу в лабораторіях Кембриджа. Разом з Резерфордом цією нагодою скористались Джон Мак-Леннан, Джон Таунсенд та Поль Ланжевен. З Ланжевеном Резерфорд працював в одній кімнаті й подружився з ним, ця дружба продовжилась до кінця їх життя.
У тому ж 1895 році відбулись заручини з Мері Джорджіною Ньютон (англ. Mary Georgina Newton; 1876—1945) — дочкою хазяйки пансіону, у якому проживав Резерфорд. Взяли шлюб вони у 1900 році, 30 березня 1901 року в них народилась дочка — Ейлін Мері (англ. Eileen Mary; 1901—1930), згодом дружина Ральфа Фаулера, відомого астрофізика.

### Життя у науці
Резерфорд планував займатись детектором радіохвиль, скласти екзамени з фізики й отримати ступінь магістра. Але у наступному році виявилось, що державна пошта Великої Британії віддала перевагу у фінансуванні Гульєльмо Марконі у дослідженні електромагнітних хвиль та відмовила у фінансуванні аналогічних робіт Кавендіської лабораторії. Отримуваної стипендії бракувало навіть на харчування, тому Резерфорд змушений був репетиторствувати та асистентствувати у Дж. Дж. Томсона з питань вивчення явища іонізації газів під впливом рентгенівських променів. Томсон був глибоко вражений проведеним Резерфордом дослідженням радіохвиль, і у 1896 році запропонував молодому науковцю спільно вивчати вплив рентгенівських променів на електричні розряди в газах. У тому ж році з'явилася спільна робота Томсона і Резерфорда «Про проходження електрики через гази, піддані впливу променів Рентгена». У наступному році вийшла у світ заключна стаття Резерфорда «Магнітний детектор електричних хвиль і деякі його застосування». Після цього він повністю зосередив свої сили на дослідженні газового розряду. 1897 року з'явилася і його нова робота «Про електризацію газів, в умовах дії рентгенівських променів, і про поглинання рентгенівського випромінювання газами й парами».
Спільно з Дж. Дж. Томсоном Резерфорд відкрив явище насичення струму в умовах іонізації газу. Їхня співпраця увінчалася й іншими вагомими результатами, включаючи відкриття Томсоном електрона — атомної частки, яка несе негативний електричний заряд. Спираючись на свої дослідження, Томсон і Резерфорд висунули припущення, що, коли рентгенівські промені проходять через газ, вони руйнують атоми цього газу, вивільняючи однакове число позитивно і негативно заряджених частинок. Ці частинки вони назвали іонами. Після цієї роботи Резерфорд зайнявся вивченням атомної структури.
У 1898 році Резерфорд відкрив альфа- і бета-промені. Через рік Пол Віллард (фр. Paul Ulrich Villard 1860—1934 роки) відкрив гамма-промені (назву цього типу іонізуючого випромінювання, як і перших двох, запропоновано Резерфордом).
З літа 1898 року науковець зробив перші кроки у дослідженні недавно відкритого явища радіоактивності урану і торію. Восени Резерфорд на пропозицію Томсона, подолавши конкурс з 5 претендентів, обійняв посаду професора університету Макгілла в Монреалі (Канада) з окладом 500 фунтів стерлінгів або 2500 канадських доларів на рік. У цьому університеті Резерфорд плідно співпрацював із Фредеріком Содді, який на той час працював молодшим лаборантом хімічного факультету, майбутнім (як і Резерфорд) нобелівським лауреатом з хімії (1921). Багато необхідної для дослідів апаратури Резерфорд створював власними руками. Він працював у Монреалі досить довго — сім років. Виняток становив 1900 рік, коли під час короткої поїздки в Нову Зеландію Резерфорд одружився з Мері Ньютон.
Перебуваючи у Канаді, він зробив фундаментальні відкриття: ним була відкрита еманація торію і розгадана природа так званої індукованої радіоактивності, спільно з Содді він відкрив радіоактивний розпад та його закон. Тут він опублікував 66 наукових статей і написав книгу «Радіоактивність» (англ. «Radio-activity»). У своїй класичній праці Резерфорд і Содді торкнулися фундаментального питання про енергію радіоактивних перетворень. Після обчислення енергії альфа-частинок, які випромінювались радієм, вони зробили висновок, що «енергія радіоактивних перетворень, принаймні, у 20000 разів, а може, і в мільйон разів перевищує енергію будь-якого молекулярного перетворення» Резерфорд і Содді зробили висновок, що «енергія, прихована в атомі, є у багато разів більшою від енергії, яка вивільняється при звичайному хімічному перетворенні». Ця величезна енергія, на їхню думку, повинна враховуватися «при поясненні явищ космічної фізики». Зокрема, сталість сонячної енергії можна пояснити тим, «що на Сонці тривають процеси субатомного перетворення». 1903 року Резерфорд і Содді висунули й довели революційну ідею про перетворення елементів у процесі радіоактивного розпаду.
Отримавши широку популярність завдяки своїм роботам в області радіоактивності, Резерфорд став затребуваним науковцем і отримав численні пропозиції роботи в науково-дослідних центрах різних країн світу. Навесні 1907 року він покинув Канаду і розпочав професорську діяльність в університеті Вікторії (нині — Манчестерський університет) в Манчестері, де його зарплата стала вищою приблизно у 2,5 рази. Розпочався новий період його життя. У Манчестері Резерфорд розгорнув кипучу діяльність, залучаючи молодих науковців з різних країн світу. Одним з його діяльних співробітників був німецький фізик Ганс Гейгер, творець першого лічильника елементарних частинок (лічильника Гейгера). У Манчестері з Резерфордом працювали Е. Марсден, К. Фаянс, Г. Мозлі, Г. Гевеші й інші фізики та хіміки.
У 1908 році Резерфорду було присуджено Нобелівську премію з хімії «за проведені ним дослідження в царині розпаду елементів у хімії радіоактивних речовин». У своїй вступній промові від імені Шведської королівської академії наук член нобелівського комітету з фізики К. Б. Хассельберг вказав на зв'язок між роботою, проведеною Резерфордом, і роботами Томсона, Анрі Беккереля, П'єра та Марії Кюрі: «Відкриття привели до приголомшливого висновку: хімічний елемент … здатний перетворюватися на інші елементи», — сказав Хассельберг.
Важливою подією в житті стало обрання Резерфорда членом Лондонського Королівського товариства у 1903 році, а з 1925 до 1930 року він обіймав пост її президента.
Після отримання Нобелівської премії Резерфорд зайнявся вивченням явища, яке спостерігалося при бомбардуванні пластинки тонкої золотої фольги альфа-частинками, випромінюваними таким радіоактивним елементом, як уран. Виявилося, що за допомогою кута відбиття альфа-частинок можна вивчати структуру стійких елементів, з яких складається пластинка. Розмірковуючи над цим явищем, Резерфорд в 1911 році запропонував нову модель атома. Відповідно до його теорії, яка сьогодні стала загальноприйнятою, позитивно заряджені частки зосереджені у важкому центрі атома, а негативно заряджені (електрони) знаходяться на орбіті ядра, на досить великій відстані від нього.
У 1914 році Резерфорд удостоєний дворянського титулу і став «сером Ернстом». 12 лютого в Букінгемському палаці король посвятив його в лицарі.
Після війни він повернувся до манчестерської лабораторії і в 1919 році зробив ще одне фундаментальне відкриття. Резерфорду вдалося провести штучним шляхом першу реакцію перетворення атомів.

### Останні роки життя
У 1919 році Резерфорд перейшов до Кембриджського університету, ставши наступником Томсона як професор експериментальної фізики і директор Кавендіської лабораторії, а в 1921-му обійняв посаду професора природничих наук у Королівському інституті в Лондоні. 1925 року був нагороджений британським орденом «За заслуги». 1930 року Резерфорд був призначений головою урядової консультативної ради Управління наукових і промислових досліджень. 1931 року він отримав звання лорда і став членом палати лордів англійського парламенту
Свій геральдичний герб, затверджений у 1931 році, пер Англії барон Резерфорд Нельсон (так став називатись великий фізик після отримання дворянського звання) увінчав пташкою ківі, символом Нової Зеландії. Малюнок герба — зображення експоненти — кривої, яка характеризує монотонний процес зменшення з часом кількості радіоактивних атомів.
У 1931—1933 роках Резерфорд був президентом Інституту фізики (англ. Institute of Physics).
Ернест Резерфорд помер 19 жовтня 1937 року через чотири дні після термінової операції з приводу несподіваного захворювання — защемлення грижі — у віці 66 років. Його поховано у Вестмінстерському абатстві, поряд з могилами І. Ньютона, Ч. Дарвіна та М. Фарадея.

## Наукові досягнення

### Дослідження радіоактивності
Радіоактивність у 1896 році відкрив французький дослідник Антуан Анрі Беккерель, коли проводив експерименти з урановими сполуками. Але незабаром Беккерель утратив цікавість до цього напрямку, і велика частина основних знань у царині радіоактивності походить з ґрунтовних досліджень Резерфорда. Марі і П'єр Кюрі відкрили ще два радіоактивні елементи — полоній і радій.
Одне з перших відкриттів Резерфорда полягало в тому, що радіоактивне випромінювання урану складається з двох різних компонентів, які науковець назвав альфа- і бета-променями. Пізніше він продемонстрував природу кожного компоненту (вони складаються з швидких частинок) і показав, що існує ще й третя складова, яку назвав гамма-променями.
Важлива характеристика радіоактивності — пов'язана з нею енергія. Беккерель, подружжя Кюрі та багато інших науковців уявляли енергію зовнішнім джерелом. Але Резерфорд довів, що дана енергія — яка набагато більша ніж та, що звільняється при хімічних реакціях, — виходить зсередини окремих атомів урану. Цим він поклав початок важливої концепції атомної енергії.

### Перетворення хімічних елементів
Дослідники завжди припускали, що окремі атоми неподільні та незмінні. Але Резерфорд (за допомогою талановитого молодого помічника Фредеріка Содді) зміг показати, що після випромінювання альфа- або бета-променів, атом перетворюється на атом іншого хімічного елементу. Спочатку хіміки не могли в це повірити. Проте Резерфорд і Содді провели цілу серію експериментів з радіоактивним розпадом і трансформували уран у свинець. Крім того Резерфорд виміряв швидкість розпаду і сформулював важливу концепцію «напіврозпаду». Це незабаром привело до методу радіоактивного датування, яке стало одним із найважливіших наукових інструментів і знайшло широке застосування в геології, археології, астрономії і в багатьох інших науках.

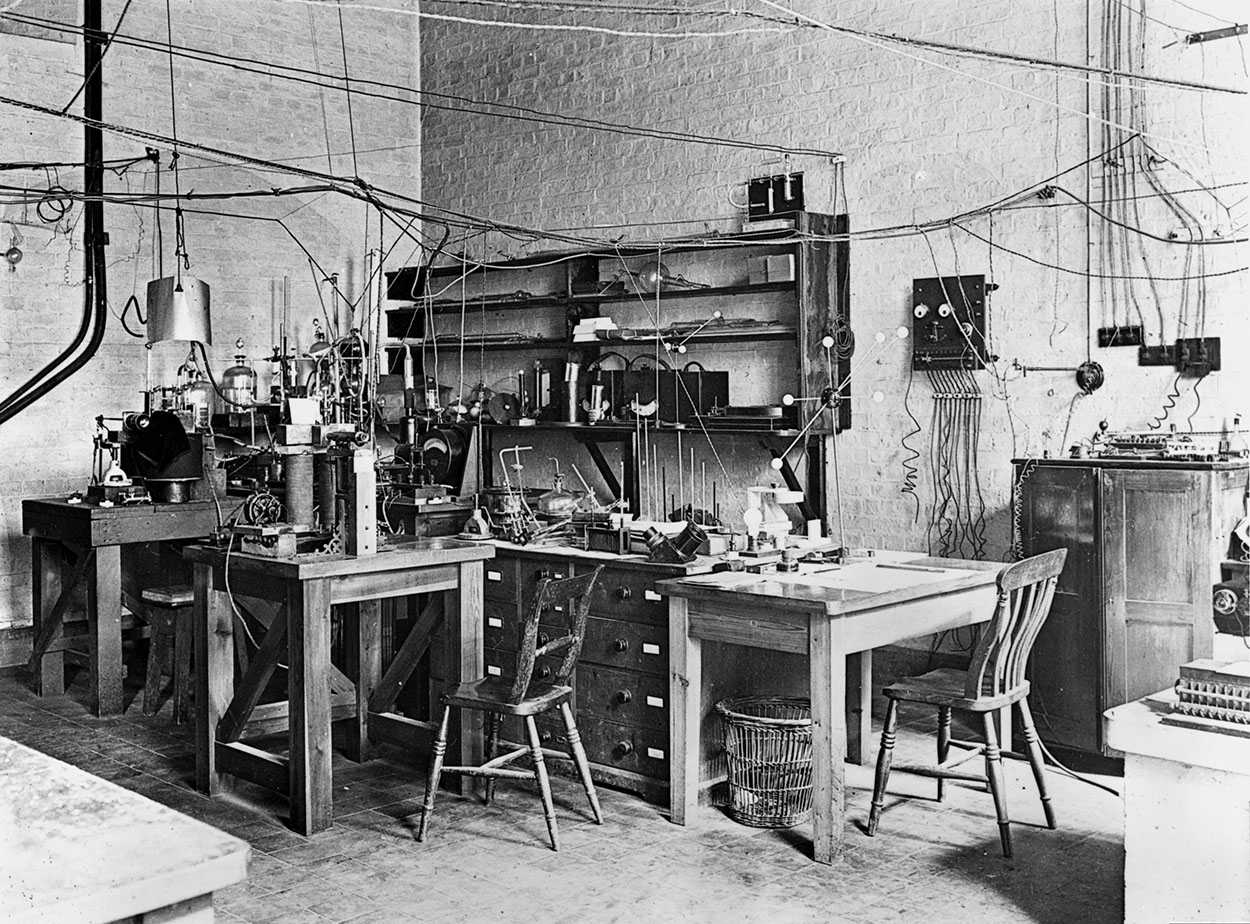
Лабораторія Ернеста Резерфорда

Ця серія відкриттів принесла Резерфорду в 1908 році Нобелівську премію з хімії (пізніше Нобелівську премію отримав і Содді), але його найбільше досягнення було ще попереду. Він відмітив, що швидкорухомі альфа-частки здатні проходити крізь тонку золоту фольгу (не залишаючи видимих слідів), але при цьому злегка відхиляються. Виникло припущення, що атоми золота, тверді, непроникні, як «крихітні більярдні кулі» — як раніше вважали науковці, — були м'якими всередині. Все виглядало так, ніби менші й твердіші альфа-частинки можуть проходити крізь атоми золота як високошвидкісна куля через желе.

### Планетарна модель атома

Порівняння моделей проходження альфа-частинок через атом у моделі сливового пудингу Джей Джей Томсона та планетарній моделі Резерфорда

Але Резерфорд (працюючи з Гансом Гейгером і Ернестом Марсденом, своїми двома молодими помічниками) виявив, що деякі альфа-частинки, проходячи крізь золоту фольгу, відхиляються дуже сильно. Фактично деякі взагалі відлітають назад. Відчувши, що за цим криється щось важливе, науковець ретельно порахував кількість частинок, які полетіли в кожному напрямі. Потім шляхом складного, але цілком переконливого математичного аналізу розсіяння на кулонівському центрі він показав єдиний шлях, яким можна було пояснити результати експериментів: атом золота складався майже повністю з порожнього простору, а практично вся атомна маса була сконцентрована в маленькому центрі розсіяння, який пізніше отримав назву «ядра» атома.
Одним ударом праця Резерфорда назавжди змінила традиційне бачення світу. Якщо навіть шматок металу — який здається найтвердішим зі всіх предметів — був переважно порожнім простором, значить, все, що вважалося речовинним, раптом розвалилося на крихітні піщинки, які метушаться в неосяжній порожнечі.
Відкриття Резерфордом атомних ядер є основою всіх сучасних теорій будови атома. Коли Нільс Бор через два роки опублікував відому працю, яка описує атом як мініатюрну сонячну систему, керовану квантовою механікою, він використовував для своєї моделі за відправну точку ядерну теорію Резерфорда. Так само вчинили Вернер Карл Гейзенберг і Ервін Шредінгер, коли вони сконструювали складніші атомні моделі, використовуючи класичну і хвильову механіку.
Відкриття Резерфорда також призвело до появи нової гілки науки: дослідження атомного ядра. У цій царині Резерфордові теж випало стати піонером. 1919 року він досяг успіху при трансформації ядер азоту в ядра кисню, обстрілюючи перші швидкими альфа-частками. Це було досягнення, про яке мріяли стародавні алхіміки.
Незабаром стало ясно, що ядерні трансформації можуть бути джерелом енергії Сонця. Більше того, трансформація атомних ядер є ключовим процесом в атомній зброї і на атомних електростанціях. Отже, відкриття Резерфорда викликає набагато більший інтерес, ніж просто академічний.

## Особистість та значення

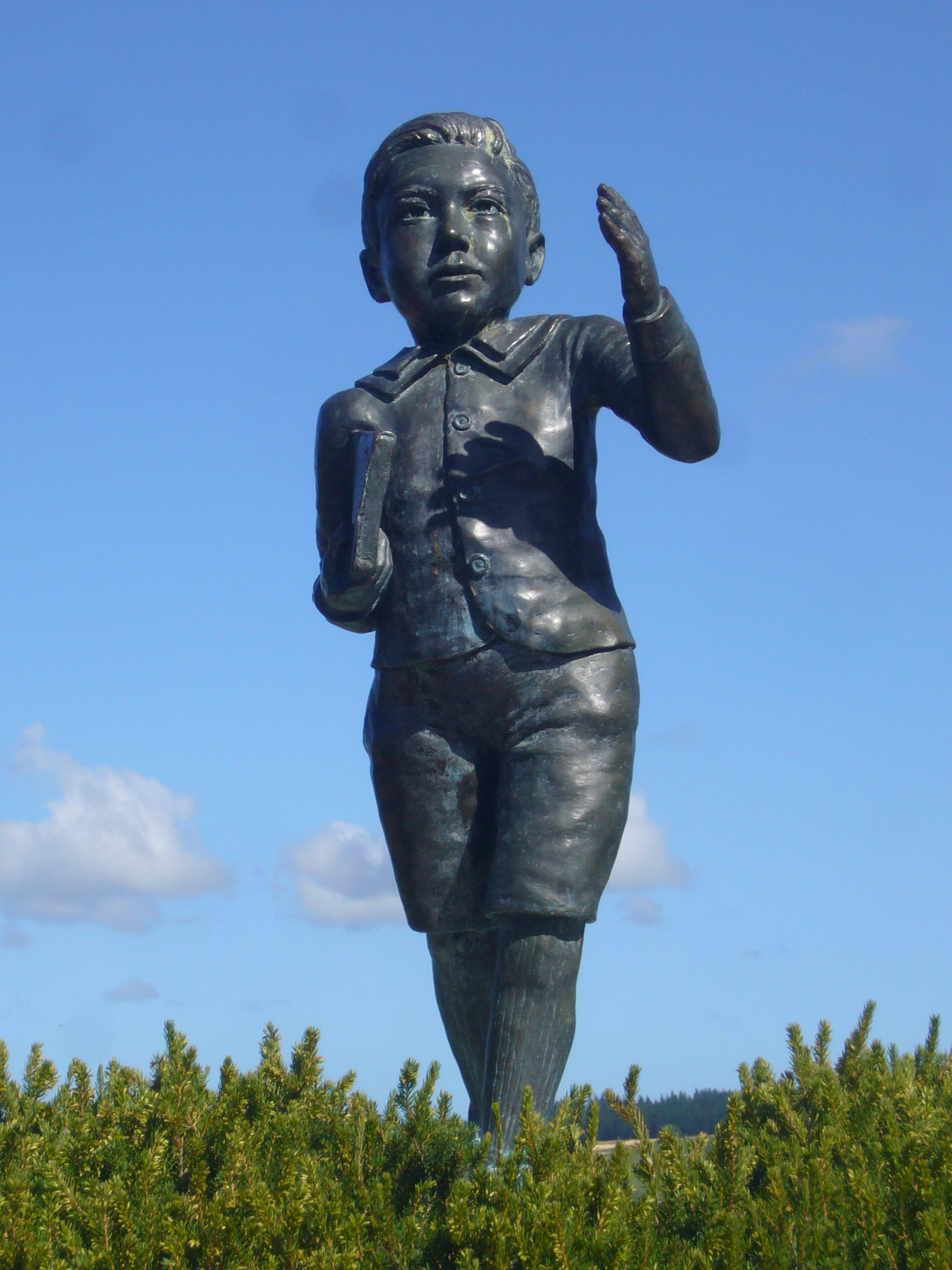
Пам'ятник молодому Резерфорду в Брайвотері

Особа Резерфорда постійно вражала всіх, хто з ним зустрічався. Він був кремезною людиною з гучним голосом, безмежною енергією і помітним браком скромності. Коли колеги відзначали надприродну здатність Резерфорда завжди знаходитися «на гребені хвилі» наукових досліджень, він відразу відповідав: «А чом би й ні? Адже це я викликав хвилю, чи не так?» Небагато науковців стали б заперечувати проти цього твердження.
Ернеста Резерфорда вважають найвизначнішим фізиком-експериментатором ХХ сторіччя. Він є центральною фігурою в пізнаннях у царині радіоактивності, а також людиною, яка поклала початок ядерній фізиці. Крім свого величезного теоретичного значення його відкриття отримали широкий спектр застосування, включаючи: ядерна зброя, атомні електростанції, радіоактивне датування і дослідження радіації. Вплив праць Резерфорда на світ величезний. Він продовжує рости і, схоже, ще збільшиться в майбутньому.
Королівське наукове товариство Нової Зеландії 1991 року запровадило медаль Резерфорда, якою нагороджуються науковці й інженери за значний внесок у розвиток новозеландського суспільства й культури.

## Публікації (англ. мовою)
- Radio-activity (1904), 2nd ed. (1905), ISBN 978-1-60355-058-1
- Radioactive Transformations (1906), ISBN 978-1-60355-054-3
- Radiations from Radioactive Substances (1919)
- The Electrical Structure of Matter (1926)
- The Artificial Transmutation of the Elements (1933)
- The Newer Alchemy (1937)

## Пам'ять
Резерфорд є одним із найшанованіших у світі науковців. 1914 року Георг V посвятив Резерфорда в лицарі, як лицаря-бакалавра. 1925 року прийняв його в члени ордена Заслуг, а в 1931 році присвоїв Резерфорду титул барона, таким чином він отримав право іменуватися лордом Резерфордом.
На честь Ернеста Резерфорда названо:
- хімічний елемент номер 104 у періодичній системі — Резерфордій, уперше синтезований у 1964 році, який отримав цю назву в 1997 році (до цього мав назву «Курчатовий»);
- лабораторія Резерфорда-Еплтона, одна з національних лабораторій Великої Британії, відкрита 1957 року;
- астероїд (1249) Резерфордія;
- кратер на зворотному боці Місяця;
- Медаль і премія Резерфорда Інституту фізики (Велика Британія);
- Меморіальна медаль Резерфорда Королівського товариства Канади;
- Медаль Резерфорда[en] Королівського товариства Нової Зеландії;
- Рідинний ракетний двигун «Резерфорд» приватної аерокосмічної компанії Rocket Lab.

Зображений на банкноті 100 доларів Нової Зеландії.